# Kanton Capdenac-Gare
Capdenac-Gare is een voormalig kanton van het Franse departement Aveyron. Het kanton maakte deel uit van het arrondissement Villefranche-de-Rouergue. Het werd opgeheven bij decreet van 21 februari 2014 met uitwerking op 22 maart 2015.

## Gemeenten
Het kanton Capdenac-Gare omvatte de volgende gemeenten:
- Les Albres
- Asprières
- Balaguier-d'Olt
- Bouillac
- Capdenac-Gare (hoofdplaats)
- Causse-et-Diège
- Foissac
- Naussac
- Salles-Courbatiès
- Sonnac